# خط کانادا
خط کانادا (انگلیسی: Canada Line) یک خط ترانزیت سریع مترو در مترو ونکوور، بریتیش کلمبیا، کانادا، که بخشی از سیستم اسکای‌ترین (ونکوور) است. این خط متعلق به TransLink و InTransitBC است و توسط اس‌ان‌سی-لاوالین اداره می‌شود. فیروزه‌ای رنگی در نقشه‌های مسیر، به عنوان یک راه‌آهن فرودگاه بین ونکوور، ریچموند، بریتیش کلمبیا و فرودگاه بین‌المللی ونکوور (YVR) عمل می‌کند. این خط شامل ۱۶ ایستگاه و ۱۹٫۲ کیلومتر (۱۱٫۹ مایل) مسیر است. خط اصلی از ونکوور به ریچموند می‌رود در حالی که یک خط ۴ کیلومتری (۲٫۵ مایلی) از ایستگاه بریج پورت به فرودگاه متصل می‌شود.